# مطار باثيندا
مطار باثيندا هو مطار هندي يقع في بنجاب.